# Canton de Toulouse-2
Le canton de Toulouse-2 est une circonscription électorale française de l’arrondissement de Toulouse, situé dans le département de la Haute-Garonne et la région Occitanie.

## Histoire
Le canton de Toulouse-2 a été créé par décret du 16 août 1973 lors du remplacement des cantons de Toulouse-Centre, Toulouse-Nord, Toulouse-Ouest et Toulouse-Sud.
À la suite du redécoupage cantonal de 2014 de la Haute-Garonne, défini par le décret du 13 février 2014, le canton est remanié.

## Représentation

### Représentation de 1973 à 2015
| Période | Période | Identité                        | Étiquette    | Qualité |
| ------- | ------- | ------------------------------- | ------------ | --- |
| 1973    | 1988    | Armand Ducap                    | UDR puis RPR | Chargé de cours à l'ENSAT Suppléant du député Jacques Maziol (1958-1963) Député de 1963 à 1967 Maire-adjoint de Toulouse Maire de Pin-Balma |
| 1988    | 2015    | André Ducap (fils du précédent) | RPR puis UMP | Médecin Conseiller municipal de Toulouse Elu en 2015 dans le Canton de Toulouse-4                                                           |

Canton faisant partie de la quatrième circonscription de la Haute-Garonne

### Représentation à partir de 2015
| Période élective | Période élective | Mandat | Mandat   | Identité          | Nuance | Nuance | Qualité |
| ---------------- | ---------------- | ------ | -------- | ----------------- | ------ | ------ | --- |
| 2015             | 2021             | 2015   | 2021     | Christine Courade |        | PS     | conseillère municipale de Toulouse (2008-2014) |
| 2015             | 2021             | 2015   | 2021     | Jean-Michel Fabre |        | PS     | adjoint au maire de Toulouse (2008-2014) Vice-Président de la Commission Permanente, chargé du Logement, du Développement Durable et du Plan Climat |
| 2021             | 2028             | 2021   | en cours | Christine Courade |        | PS     | Conseillère sortante |
| 2021             | 2028             | 2021   | en cours | Jean-Michel Fabre |        | PS     | Conseiller sortant 7e Vice-président Transition écologique - Mobilités durables - Logement - Habitat                                                |

### Résultats détaillés

#### Élections de mars 2015
À l'issue du 1er tour des élections départementales de 2015, deux binômes sont en ballottage : Christine Courade et Jean-Michel Fabre (PS, 33,85 %) et Olivier Arsac et Ghislaine Delmond (DVD, 29,42 %). Le taux de participation est de 46,56 % (13 642 votants sur 29 300 inscrits) contre 52,11 % au niveau départemental et 50,17 % au niveau national.
Au second tour, Christine Courade et Jean-Michel Fabre (PS) sont élus avec 57,25 % des suffrages exprimés et un taux de participation de 46,04 % (7 203 voix pour 13 490 votants et 29 300 inscrits).

#### Élections de juin 2021
Le premier tour des élections départementales de 2021 est marqué par un très faible taux de participation (33,26 % au niveau national). Dans le canton de Toulouse-2, ce taux de participation est de 34,82 % (9 801 votants sur 28 148 inscrits) contre 36,67 % au niveau départemental. À l'issue de ce premier tour, deux binômes sont en ballottage : Christine Courade et Jean-Michel Fabre (Union à gauche, 35,41 %) et Nathalie Fromont et Raphaël Negrini (binôme écologiste, 25,57 %).
Le second tour des élections est marqué une nouvelle fois par une abstention massive équivalente au premier tour. Les taux de participation sont de 34,36 % au niveau national, 36,26 % dans le département et 34,27 % dans le canton de Toulouse-2. Christine Courade et Jean-Michel Fabre (Union à gauche) sont élus avec 58,56 % des suffrages exprimés (4 915 voix pour 9 648 votants et 28 150 inscrits),,. 

## Composition

### Composition de 1973 à 2015
Lors de sa création en 1973, le canton de Toulouse-II se composait de la portion de territoire de la ville de Toulouse déterminée par l'axe des voies ci-après : place du Pont-Neuf, rue de Metz, rue des Marchands, place de la Trinité, rue de la Trinité, rue Croix-Baragnon, place Saint-Étienne, rue Bertrand-de-l'Isle (incluse), allées François-Verdier, Grand-Rond, allée des Soupirs, canal du Midi, avenue Paul-Crampel, boulevard Delacourtie, boulevard des Récollets, pont du Garigliano, pont de Coubertin, et bras inférieur de la Garonne.
Quartiers de Toulouse inclus dans le canton :
- Le Busca
- Les Carmes
- Saint-Étienne
- Saint-Michel

### Composition à partir de 2015
| Nom                              | Code Insee | Intercommunalité   | Superficie (km2) | Population (dernière pop. légale)                 | Densité (hab./km2) | Modifier                                    |
| -------------------------------- | ---------- | ------------------ | ---------------- | ------------------------------------------------- | ------------------ | ------------------------------------------- |
| Toulouse (bureau centralisateur) | 31555      | Toulouse Métropole | 118,30           | Fraction : 58 335 (2022) Commune : 511 684 (2022) | 4 325              | modifier les données · modifier les données |
| Canton de Toulouse-2             | 3116       |                    |                  | 58 335 (2022)                                     |                    | modifier les données                        |

Le nouveau canton de Toulouse-2 comprend la partie de la commune de Toulouse située à l'intérieur d'un périmètre défini par l'axe des voies et limites suivantes : depuis la limite territoriale de la commune de Blagnac, cours du Touch, autoroute A624, rocade A620, avenue de Grande-Bretagne, avenue de Casselardit, rue des Fontaines, place du Ravelin, rue Marthe-Varsi, allée Charles-de-Fitte, cours de la Garonne, canal de Brienne, boulevard Armand-Duportal, boulevard Lascrosses, rue du Canon-d'Arcole, rue de la Paix, rue Danielle-Casanova, rue de Grèce, avenue Honoré-Serres, avenue des Minimes, avenue Frédéric-Estèbe, avenue de Mazades, rue de Négreneys, boulevard Pierre-et-Marie-Curie, boulevard Silvio-Trentin, boulevard de Suisse, avenue d'Elche, autoroute A621, avenue Salvador-Dali, route de Blagnac, pont de Blagnac, jusqu'à la limite territoriale de la commune de Blagnac.

## Démographie

### Démographie avant 2015
| 1975 | 1982 | 1990   | 1999   | 2006   | 2011   | 2012   |
| ---- | ---- | ------ | ------ | ------ | ------ | ------ |
| -    | -    | 26 147 | 26 890 | 28 679 | 28 557 | 29 105 |

### Démographie depuis 2015
En 2022, le canton comptait 58 335 habitants, en évolution de +4,09 % par rapport à 2016 (Haute-Garonne : +8,02 %, France hors Mayotte : +2,11 %).
| 2013   | 2018   | 2022   |
| ------ | ------ | ------ |
| 52 860 | 57 442 | 58 335 |